# Metaleptobasis mauffrayi
Metaleptobasis mauffrayi – gatunek ważki z rodziny łątkowatych (Coenagrionidae).